# Anastasija Baburova
Anastasija Eduardivna Baburova (in ucraino  Анастасія Едуардівна Бабурова?; Sebastopoli, 30 novembre 1983 – Mosca, 19 gennaio 2009) è stata una giornalista ucraina con cittadinanza russa, che investigò sulle attività di gruppi neonazisti per il giornale Novaja Gazeta.
Fu uccisa da un killer insieme all'avvocato paladino dei diritti umani Stanislav Markelov mentre si trovavano per le strade di Mosca.

## Biografia
Anastasija Baburova era l'unica figlia di Eduard Baburov e Larissa Baburova, entrambi professori all'Università di Sebastopoli.
Nel 2000 iniziò a studiare alla Facoltà di Management del Mar Nero, polo della Università Statale di Mosca a Sebastopoli. Insieme alla madre, prese la cittadinanza russa nel corso del 2000. Partì per Mosca nel 2001 per diventare studentessa di diritto internazionale alla Istituto Statale di Mosca di Relazioni Internazionali. Nel 2003 si sposa con il compagno, giornalista-studente come lei, Aleksandr Frolov, che aveva conosciuto nel 2000 durante i suoi studi a Sebastopoli. Nel 2004 diventa studentessa di giornalismo alla Università Statale di Mosca. Contemporaneamente agli studi, lavora come giornalista freelance per Wetschernjaja Moskwa, Rossiskaja Gazeta e Izvestia. Nell'estate 2007 la Baburova e Frolov divorziano.
A partire all'ottobre 2008 investiga sui gruppi neonazisti russi, freelance per il giornale Novaja Gazeta, lo stesso dove scriveva Anna Politkovskaja.
Oltre al russo e l'ucraino, che erano le sue due lingue madri, parlava anche inglese e francese.

## Attività politica
L'attività politica della Baburova si può far risalire a quando racconta dell'attacco neonazista subito da uno straniero, dopo il quale scrive sul suo diario: "È difficile guardare negli occhi di uno studente coreano che è appena stato colpito alla tempia da due giovani delinquenti mentre scendevano da un tram in partenza. Hanno urlato 'Sieg Heil' verso il tram e sono corsi via."
Baburova era attiva nel movimento anarchico ambientalista, partecipava alle attività di raduni ecologici, dei social forum, incluso il 5º Social Forum Europeo tenutosi a Malmö nel 2008, all'organizzazione del 'Anti-capitalism 2008' festival, dimostrando attivamente e partecipando in generale ai movimenti antifascisti.
Nel luglio 2008, la Baburova ha partecipato a manifestazioni contro l'abbattimento della foresta Chimkinskyj. Per la sua partecipazione alle proteste contro lo sfratto di lavoratori delle ex fattorie di Mosca viene rinchiusa una notte in prigione.
Il giorno prima di venire uccisa, Anastasija presenziò all'evento unitario anarco-comunista chiamato 'Autonomous Action'. Qualche tempo prima aveva scritto un articolo per il giornale 'Avtonom'.

## Attività giornalistica
Durante il 2008, Anastasija Baburova lavorò nella redazione del giornale russo Izvestija, dove scrisse dozzine di articoli pubblicati sia su Izvestija che sul Financial News, per la maggior parte sulla finanza. Nel dicembre 2008 rassegnò le dimissioni dal lavoro, in disaccordo con la politica del giornale che, come la definisce il britannico The Economist, sembra caratterizzata da "nazionalismo, pavidità e cinismo".

## L'omicidio
Lei divenne la quarta giornalista della Novaja Gazeta a essere uccisa dal 2000. Secondo l'analista militare di affari russi Pavel Felgenhauer i dettagli dell'omicidio indicano il coinvolgimento dei servizi di sicurezza russi.
All'inizio venne detto che la Baburova era stata uccisa in seguito al tentativo di trattenere il killer di Markelov, ma successivamente le autorità russe dichiararono che anche la Baburova era stata uccisa con un colpo alla nuca. La Baburova morì poche ore dopo l'agguato, in un ospedale di Mosca.
Il presidente dell'Ucraina Viktor Juščenko scrisse un telegramma di condoglianze ai genitori della giornalista il 23 gennaio 2009.
Il 26 gennaio 2009 il corpo della Baburova è stato seppellito nel cimitero di Sebastopoli, sua città natale.
Molte persone sono scettiche sulla capacità delle autorità russe di investigare sull'omicidio e trovare i colpevoli.
La scarsa stima di cui gode l'esecutivo russo ha stimolato grandi discussioni sui giornali e su internet.

## Le indagini
Nel novembre 2009 le autorità russe dichiarano la fine delle indagini. Vengono condannati per omicidio due membri di un gruppo neonazista, che erano stati arrestati e avevano confessato il crimine. Il movente del duplice omicidio sarebbe la vendetta.

## Pubblicazioni
- (RU) In Novaya Gazeta, su color.novayagazeta.ru (archiviato dall'url originale il 23 gennaio 2009).
- (RU) In ChasKor, su chaskor.ru.